# Líšťany (district de Plzeň-Nord)
Pour les articles homonymes, voir Líšťany.
Líšťany (en allemand : Lichtenstein) est une commune du district de Plzeň-Nord, dans la région de Plzeň, en Tchéquie. Sa population s'élevait à 739 habitants en 2022.

## Géographie
Líšťany se trouve à 8 km au nord-ouest de Město Touškov, à 18 km au nord-ouest de Plzeň et à 95 km à l'ouest-sud-ouest de Prague.
La commune est limitée Pernarec et Všeruby au nord, par Čeminy à l'est, par Město Touškov au sud-est, par Újezd nade Mží, Úlice et Pňovany au sud, et par Čerňovice à l'ouest.

## Histoire
La première mention écrite de la localité date de 1115.

## Patrimoine

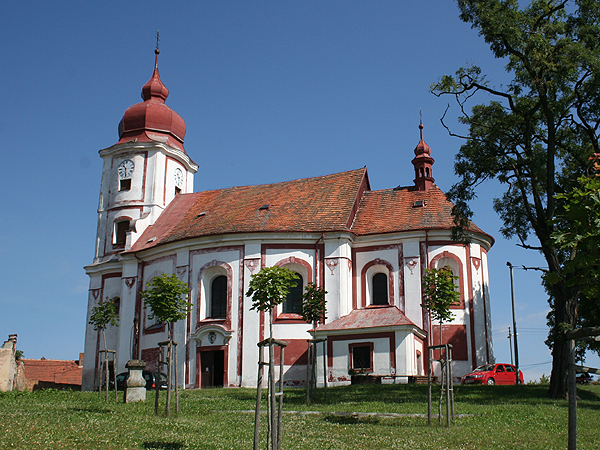
Église Saints-Pierre-et-Paul.
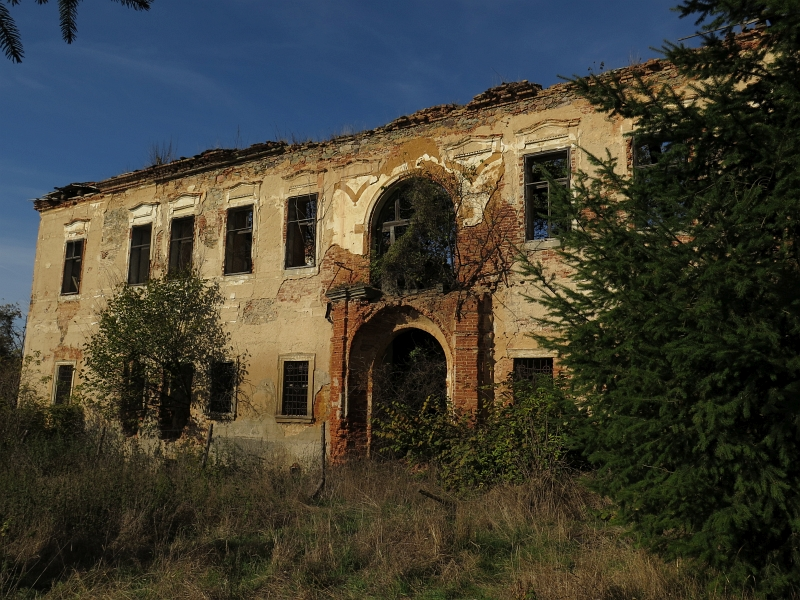
Ruines du château de Líšťany.

## Administration
La commune se compose de huit sections :
- Hunčice
- Košetice
- Lipno
- Líšťany
- Luhov
- Náklov
- Písek
- Třebobuz

## Transports
Par la route, Líšťany se trouve à 9 km de Město Touškov, à 20 km de Plzeň et à 113 km de Prague. 